# Mariaheiligdom Capo d’Orlando

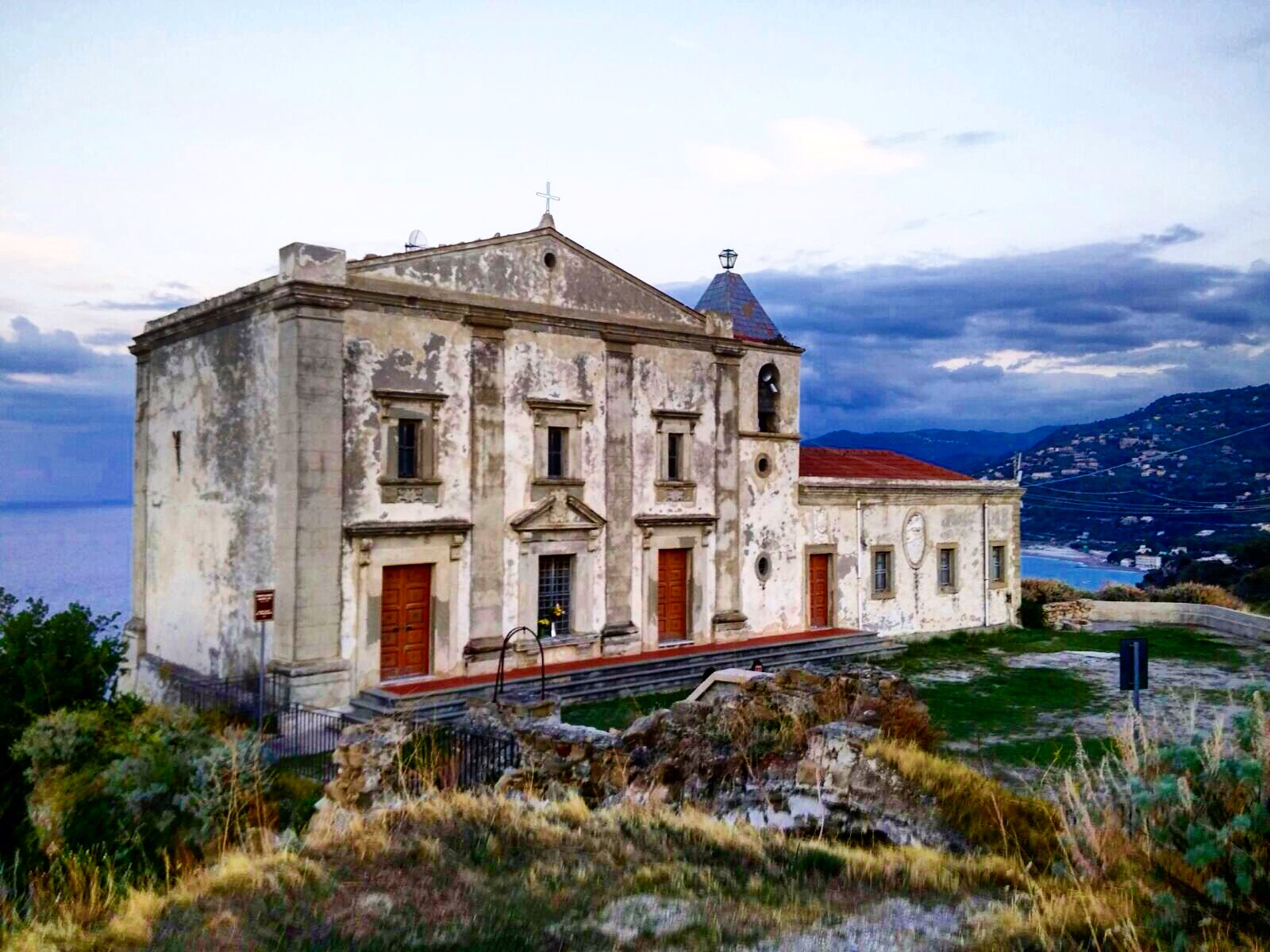
Santuario di Maria Santissima di Capo d'Orlando, Sicilië

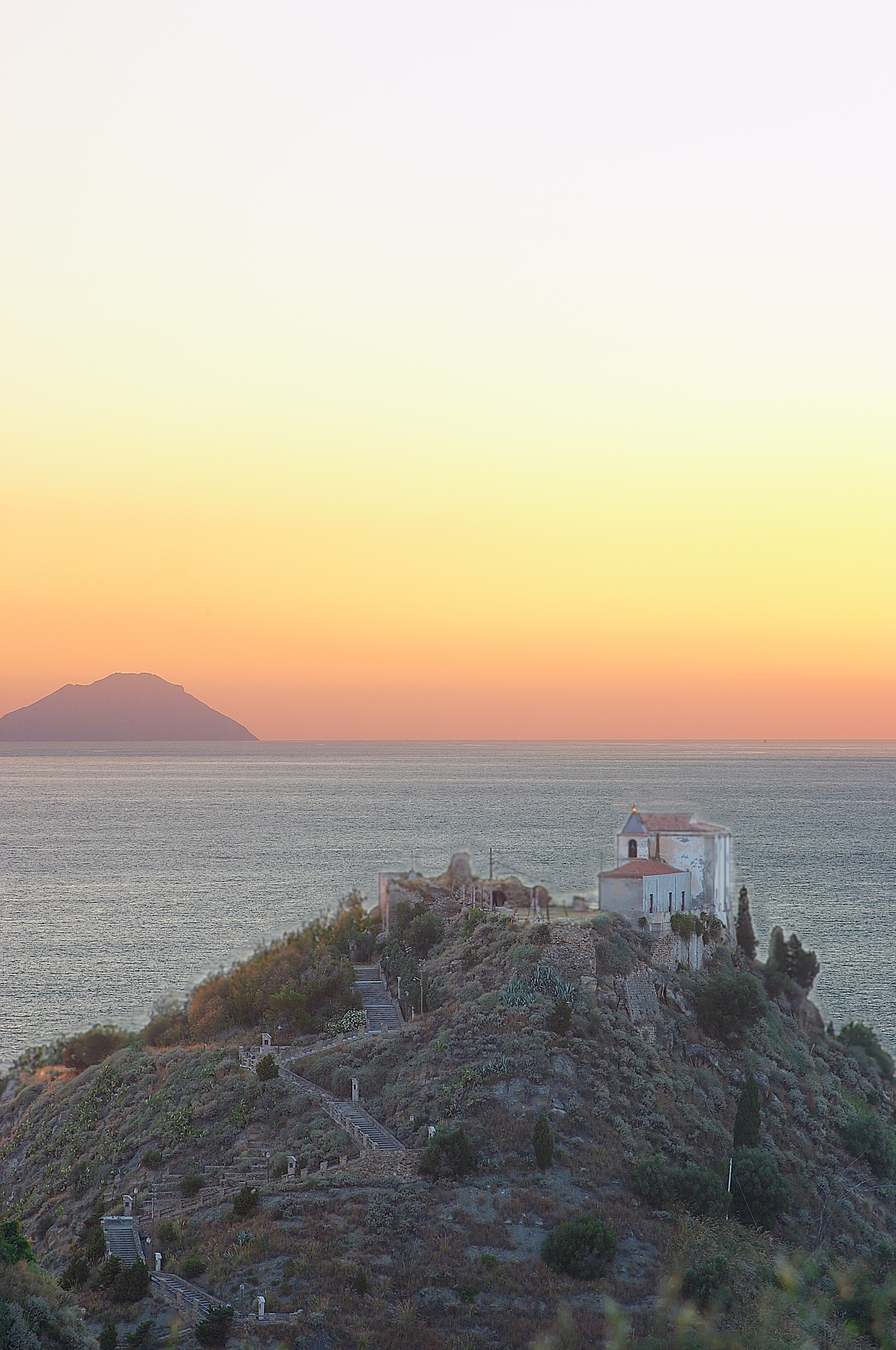
Zicht op de Eolische Eilanden in de verte

Het Mariaheiligdom Capo d’Orlando is gelegen in de gemeente Capo d'Orlando, provincie Messina op het eiland Sicilië. Het heet in het Italiaans Santuario di Maria Santissima di Capo d’Orlando. Het is een 15e-eeuwse Mariabedevaartskerk die ressorteert onder het Aartsbisdom Messina-Lipari-Santa Lucia del Mela. Het ontstaan van de kerk is omringd met verhalen verteld op Sicilië.

## Historiek
Op de heuveltop van Capo d’Orlando stond een fort, dat dienst deed als gevangenis. Het fort was eigendom van Girolamo graaf Joppolo. Op 22 oktober 1598 hoorden de gebroeders Raffa, die cipier waren, een geluid op de binnenplaats. Ze zagen een sjofel geklede pelgrim die op de trompet blies. Deze trompet diende om bewoners van Capo d’Orlando te waarschuwen voor piraten. De cipiers riepen hem toe om te stoppen met alarm te blazen. Omdat de pelgrim niet ophield, stormden de gebroeders Raffa op hem af. Deze liep weg en liet een tas achter. In de tas lag een klein imitatiebeeld van een Madonna, niet groter dan een handpalm. Het Mariabeeldje geleek op de Madonna van Trapani waaraan mirakels waren toegeschreven. Voor de broers Raffa was het duidelijk: de pelgrim was een verschijning van de heilige Cono, beschermheilige van het nabij gelegen Naso. Capo d’Orlando hing administratrief af van Naso. De baljuw van Capo d’Orlando, Antonino Piccolo, onderzocht de zaak; hij smeekte het Mariabeeldje om genezing van zijn kinderen die aan de pokken leden. De kinderen genazen. De baljuw liet het miraculeuze beeldje overbrengen naar Naso.
Nog steeds volgens de verhalen verteld op Sicilië, begon het in Capo d’Orlando te beven. Bisschop Francesco Velardi della Conca trok de zaak naar zich toe. De bisschop had weet van een tweede verschijning in het fort van Capo d’Orlando, waar de heilige Cono met de hand aanwees dat het Mariabeeld terug op de heuveltop moest komen. De bisschop gaf het bevel aan graaf Joppolo om een Mariaheiligdom te bouwen op de binnenplaats van het fort. Het Mariabeeld moest immers weg uit Naso.
Op 22 oktober 1600 was de kerk klaar en werd het Mariabeeldje in processie van Naso naar het Mariaheiligdom op de heuveltop van Capo d’Orlando gebracht. Tijdsgenoten beschreven een stoet van meer dan twintigduizend mensen die uit heel Sicilië en Calabrië kwamen. Alle kloosterorden waren in de stoet vertegenwoordigd; militairen liepen in gala-uniform. 
Tussen de wonderen toegeschreven aan het Mariabeeldje zijn er talrijke reddingen van schipbreukelingen. 
Op 11 december 1925 werd het beeld gestolen. Er kwam een zilveren beeldje in de plaats.

## Beschrijving
Op de heuveltop staat het Mariaheiligdom midden de ruïne van het fort. Bezoekers hebben een uitzicht op de Eolische Eilanden voor de noordkust van Sicilië. 
De stijl van de kerk is barok. Het is een eenbeukig kerkgebouw. Het heiligdom bezit twee schilderijen uit de school van Antonello da Messina. Het gaat om de ‘Aanbidding der herders’ uit 1626 en ‘Het kruisbeeld tussen twee biddende monniken’ uit 1627.

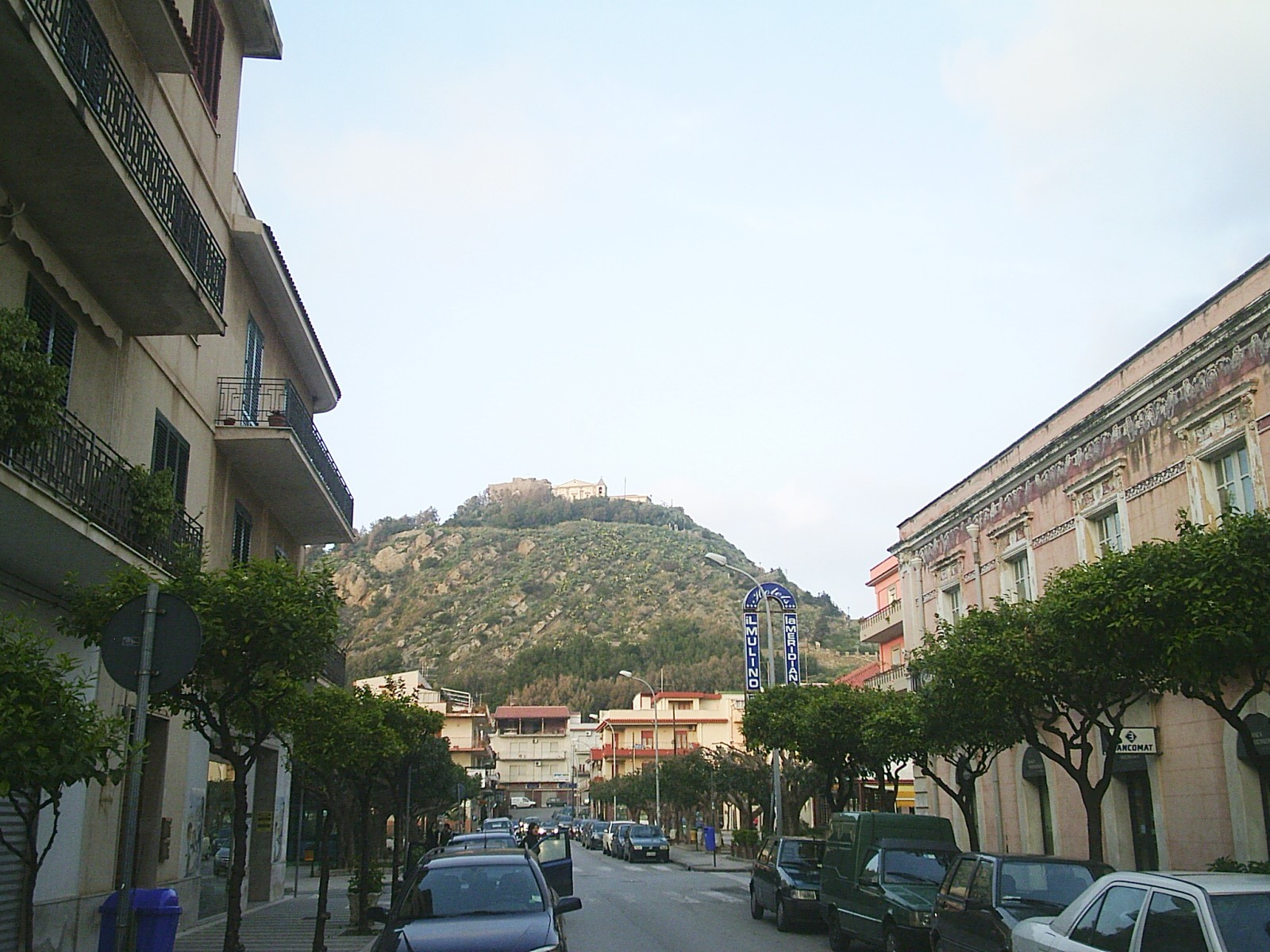
Zicht op het Mariaheiligdom vanuit het centrum van Capo d'Orlando